# Leucauge blanda
Leucauge blanda är en spindelart som först beskrevs av Ludwig Carl Christian Koch 1878.  Leucauge blanda ingår i släktet Leucauge och familjen käkspindlar. Inga underarter finns listade i Catalogue of Life.